# Le Lazaret (Sète)
Le Lazaret est un établissement de vacances, fondé en 1865 par l’Église réformée de Sète, dans l'Hérault. Cette œuvre protestante, créée à l'origine pour permettre l'accès aux bains de mer, dans une perspective médicale, sociale et spirituelle, évolue ensuite vers un accueil pour des vacances en bord de mer.

## Contexte historique
À cette époque, Sète est la troisième commune de l'Hérault. Elle s'est agrandie, grâce à ses activités portuaires, qui concernent le commerce maritime, l'exportation de vin, la tonnellerie et la pêche, et créent de nouveaux emplois, liés au commerce et à l'artisanat. Sa localisation en bord de mer a favorisé la présence de personnes venues pour les bains de mer. Des établissements sont créés par des particuliers, pour accueillir les curistes.
Plusieurs établissements de bains existent avant le Lazaret. Le premier connu, créé par un pharmacien de Sète, existe dès 1837. Un établissement protestant est créé en 1847 par Coraly Hinsch,, fondatrice par ailleurs d'une église évangélique à Sète,. Des incidents se produisent en 1858, car l'établissement essaie de convertir à ses croyances les catholiques qui fréquentent cet établissement, le préfet intervient, ordonnant que l'établissement ne reçoive que des patients protestants.
La communauté catholique des sœurs de saint Vincent-de-Paul ouvre à son tour à Sète, vers 1880. Dans le département voisin du Gard, l'Église réformée de Nîmes fonde un établissement similaire en 1851, dans le château construit pour l'industriel Henri Leenhardt, au Grau-du-Roi,
En ouvrant un établissement de bains de mer, l'Église réformée de Sète poursuit trois objectifs :
- un objectif médical : offrir une possibilité de soins aux personnes dont l'état de santé le nécessite. Les affections concernées sont notamment les affections scrofuleuses, la tuberculose, le rachitisme, ou encore l'anémie ;
- un but social : favoriser l'accès aux bains de mer aux coreligionnaires protestants les plus défavorisés ;
- un perspective religieuse : proposer une hospitalité ouverte sur le plan théologique, et ainsi s'opposer à l'entreprise d'évangélisation missionnaire pratiquée par l'église hinschiste à Sète auprès des hôtes qui y séjournent.

### Une cure médicale
Les bains de mer sont pratiqués avec prescription et sous surveillance médicale : la « balnéation maritime » est un « remède puissant », mais de ce fait nécessite d'« être surveillé de très près ». En 1925, le médecin de l'établissement relève l'augmentation du poids et de la taille des enfants durant leur séjour.
Les prescriptions médicales sont très précises : la durée du bain, et le nombre de bains hebdomadaires sont réglementés, adaptés à chaque patient. Les bains prolongés, supérieurs à une demi-heure, sont déconseillés, les bains courts de cinq à dix minutes sont privilégiés, quand le malade les supporte, certains patients se voient prescrire exclusivement des promenades en bord de mer, tandis que d'autres reçoivent des douches à l'eau de mer dans des cabines. Le maire de Sète nomme un inspecteur des bains de mer, en 1834, le Dr Viel, puis le Dr Barthès se succèdent à cette fonction.

### Accueil d'une population défavorisée
L'investissement social et philanthropique est très présent : l'établissement est destiné à permettre l'accès aux soins d'une population protestante originaires des grandes villes, particulièrement exposée aux atteintes de scrofule, affection due notamment au manque d'hygiène et à l'insalubrité au milieu du XIXe siècle. 

### Un cadre protestant tolérant

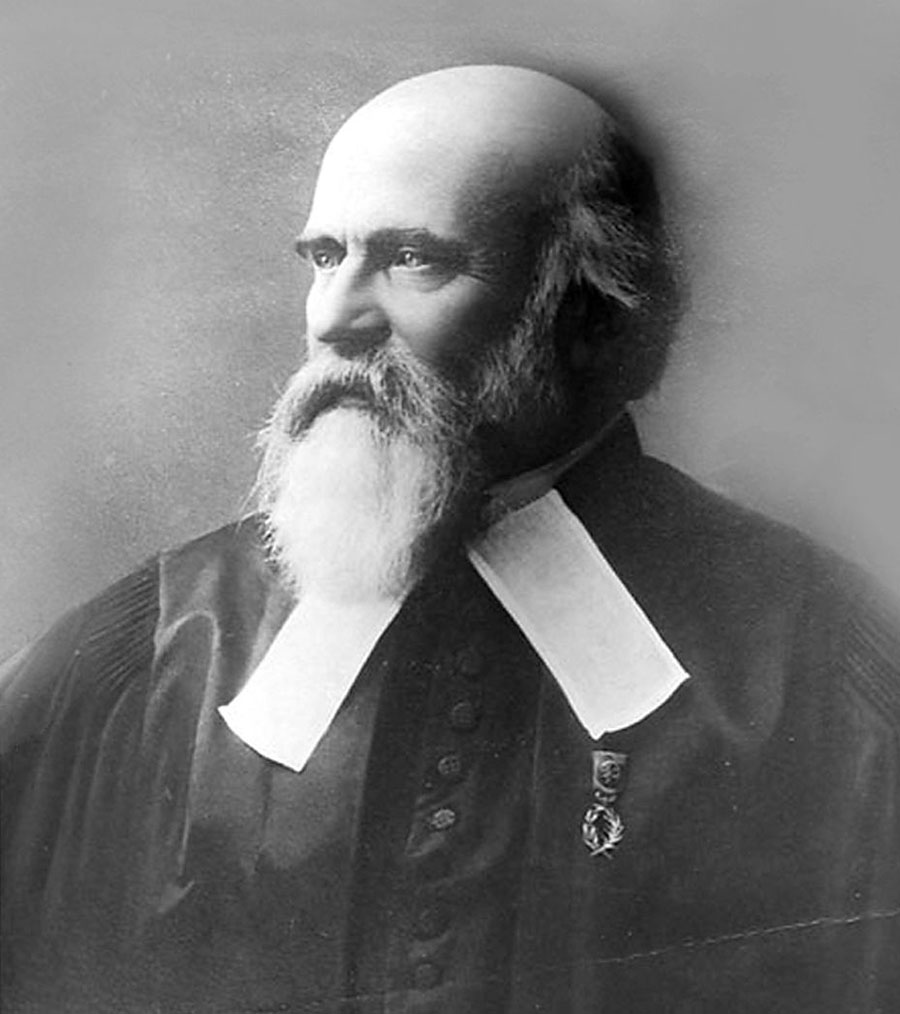
Lucien Benoit (1829-1908).

L'Église réformée souhaite permettre aux protestants d'accéder aux bains de mer. Après avoir envisagé un temps de s'associer à l'établissement tenu par l'église « hinschiste », sans parvenir à un accord, la paroisse protestante et son pasteur nouvellement nommé, Lucien Benoit, créent une commission et fondent le Lazaret. Les administrateurs sont des négociants sétois, parmi les notables protestants de la ville. L'achat d'un terrain et la construction des bâtiments doivent être financés par une tournée de collectes de Lucien Benoit.
Enfin, la volonté de l'Église de Sète de soustraire les curistes protestants aux menées évangélisatrices de l'église hinschiste est abordée explicitement et fait partie des motivations de création d'un établissement réformé, dirigé par le pasteur de la ville. Dans sa correspondance avec le pasteur de Castres, le pasteur réformé Lucien Benoit évoque côte à côte le besoin de faire bénéficier ses coreligionnaires de services prodigués jusque-là par l'établissement hinschien, et le but beaucoup plus excellent selon lui, de « faciliter les bains de mer aux nombreux malades » envoyés par les paroisses protestantes du sud-ouest. D'autres lettres adressées à Lucien Benoit témoignent des préoccupations des pasteurs dont les paroissiens sont accueillis par l'établissement hinschiste. Le prosélytisme hinschiste et la volonté de « convertir » les curistes, pour en faire de « véritables chrétiens », y sont évoqués.

## Les débuts de l'établissement
La recherche d'un emplacement proche du rivage commence, la solution adoptée est la location du lazaret militaire, initialement destiné à l'accueil des soldats blessés et malades de la guerre de Crimée, désaffecté depuis lors. L'Église réformée de Sète obtient un bail du ministère de la Guerre, pour la saison des bains de mer. Deux saisons sont prévues, l'une en juillet, la seconde en août.
Le lazaret est alors composé de plusieurs baraques de bois, situées près d'une plage en contrebas, abritée du vent par une avancée rocheuse. Deux cabines sont édifiées sur la plage, l'une pour les hommes, l'autre pour les femmes. Une souscription a lieu à Sète, et des collectes dans les paroisses réformées du sud-ouest. Ces paroisses sont averties de l'ouverture par une lettre, le 7 juin 1865, indiquant les tarifs à la journée, 1 F pour les hommes, 0,85 F pour les femmes, et 0,75 F pour les enfants. 
La période de la guerre franco-allemande de 1870 représente une menace pour l’œuvre protestante. L'armée française et une ambulance occupent les lieux. Puis les religieuses de Saint-Vincent-de-Paul, soutenues par le conseil municipal de Sète et l'hôpital Saint-Charles de Montpellier, et par une campagne de presse relayée par Le Messager du Midi et L'Éclair, essaient d'annexer les baraques militaires, exigeant que les protestants évacuent les lieux. Les attaques font état du danger sanitaire que crée la présence de « scrofuleux » au lazaret, mais surtout de l'« esprit étranger » qu véhiculeraient la minorité protestante sétoise (moins de 5 % de la population de Sète) et le manque de patriotisme protestant, avec en arrière-plan, des griefs directement en lien avec la défaite de 1870. Finalement, les protestants conservent leurs locaux, les religieuses conservent les locaux qu'elles ont investis durant la guerre, mais l'alerte a été chaude pour les protestants, qui cherchent dès lors à trouver un autre site, dont ils seront propriétaires.

## Le nouveau Lazaret
La société acquiert un terrain, proche du Lazaret, en 1881. Les fonds nécessaires à l'aménagement des locaux, dortoirs, réfectoire et cuisine, sont obtenus par la vente d'obligations. Une société anonyme civile, d'une durée de cinquante ans, est formée le 2 juillet 1888. Deux assemblées générales annuelles sont prévues, l'une avant la saison, l'autre après la saison. La structure de la société s'explique par le souhait d'en écarter l'État, alors que l'Église est encore en régime concordataire. La société évite toute mention religieuse ou confessionnelle dans son intitulé qui reprend le nom de « Lazaret ». L’œuvre s'autofinance, et aucun dividende n'est distribué, le cas échéant, les bénéfices sont réinvestis dans la société. En 1920, les propriétaires d'actions ou leurs héritiers sont invités à céder leurs actions à l'Association de bienfaisance parmi les protestants de Cette, afin d'éviter la dispersion des parts. 
Le nouveau Lazaret est construit en 1889. Trois pavillons centraux sont d'abord édifiés, auxquels s'ajoutent un quatrième bâtiment en 1895 et un cinquième en 1902. Une extension est achevée après la Première Guerre mondiale. Le centre décide après la guerre, d'ouvrir à l'année. Par testament, en 1921, une Sétoise catholique laisse en héritage au Lazaret plusieurs immeubles en ville, qui, une fois vendus, permettent de nouveaux agrandissements : le Lazaret achète plusieurs villas, qui formeront les pavillons le Goéland et le Martinet, les trois pavillons qui forment le corps central sont quant à eux, élevés d'un étage. L'acquisition d'un terrain en 1929 donne un accès direct à la plage, par un passage souterrain, et le Lazaret obtient l'exclusivité de l'utilisation de la plage. Deux cabines de bains sont édifiées. Les heures de baignade sont à 9h00 le matin et 16h00 l'après-midi, le concierge du Lazaret navigue sur une barque, prêt à intervenir en cas de noyade. 
L'évolution vers un lieu de vacances est nette, après la Seconde Guerre mondiale. Un projet de préventorium est abandonné en 1947. Alors que le centre était dirigé, depuis sa fondation, par le pasteur réformé de Sète, la décision est prise, en 1927, de nommer un directeur attitré. 
Les pensionnaires des années 1900 sont souvent des femmes et leurs enfants (respectivement 35 % et 45 %). Entre les deux guerres, les enfants représentent 50 % des hôtes et les femmes 35 %. Puis, progressivement, la clientèle évolue et le Lazaret est également choisi comme lieu de vacances pour des familles qui choisissent l'ensoleillement et les loisirs, et demandent des chambres collectives plutôt que l'hébergement pratiqué en dortoir d'une vingtaine de lits. Un camping limitrophe est créé en 1954. Le Lazaret devient partenaire de la Fédération des maisons familiales de vacances, et devient un centre agréé en 1959. Le Lazaret évolue également sur le plan administratif : une association loi 1901, l’Œuvre des enfants à la mer et à la montagne, devient locataire du Lazaret. Les colonies rassemblent des enfants des églises réformées des départements languedociens, puis au-delà du sud de la France et de Suisse romande. Des patronages laïques d'école de la région y font leur colonie, puis des éclaireurs unionistes y font leurs camps d'été. Des pensionnaires du troisième âge séjournent nombreux à partir des années 1980. Le centre accueille en même temps colonies de vacances, familles et retraités en séjour et propose des activités sportives, culturelles, touristiques. La sieste est obligatoire jusqu'à 15h00 et une méditation non confessionnelle est proposée chaque soir. Deux tarifs sont proposés en 1920, un menu amélioré et un hébergement en chambres est proposé moyennant un supplément pour ceux qui le peuvent, permettant au centre de pratiques des prix modérés pour les hôtes moins favorisés. Les préparations culinaires sont progressivement plus soignées, le petit-déjeuner est constitué de café au lait pour tout le monde, mais lait, chocolat et confiture sont davantage proposés.

## Les directeurs de l'établissement
Lucien Benoît est directeur jusqu'en 1908. Le pasteur Gauteron lui succède, jusqu'en 1911, assisté de Mathilde Ménard, fille de Lucien Benoît. Jules Brun, pasteur de Sète, dirige le Lazaret de 1911 à 1921, remplacé par Camille Leenhardt, d'abord pasteur à Saint-Pargoire et Perpignan, puis pasteur de Sète jusqu'en 1928 et directeur du Lazaret jusqu'en 1948. Le pasteur Demeret est ensuite directeur jusqu'en 1967.
En 2014, le directeur est Jean-Régis Souvignet.